# Château de Toulvern
Le château de Toulvern est situé à Baden en France.

## Localisation
Le château est situé sur le territoire de la commune de Baden, à la pointe de Toulvern, dans le département du Morbihan en région Bretagne.

## Description
Le château actuel date des XVIIIe et XIXe siècles, édifice à un étage carré,  élévation ordonnancée. Toiture à longs pans recouverte d'ardoises, croupe. Escalier hors-œuvre : escalier tournant à retours sans jour en charpente.

## Historique
Logement datant probablement du XVIIIe siècle. Château postérieur à 1852 (il ne figure pas sur le cadastre de cette époque). Il aurait été construit pour la princesse Baciocchi.
Le château est inscrit à l'inventaire général du patrimoine culturel.